# راشد علي عيسى
راشد علي عيسى أبو مريم (1951) كاتب وشاعر أردني - فلسطيني. ولد في مدينة نابلس. حصل على إجازة تعليم اللغة العربية من كليّة تأهيل المعلّمين العالية في عمّان. ثم درس اللغة العربية وآدابها بالجامعة الأردنية فحصل منها على شهادة البكالوريوس 1993، وشهادة الماجستير 1996، وشهادة الدكتوراه 2003. عمل مدرّسًا للّغة العربيّة في السعوديّة مدّة ثم عاد إلى الأردن. عين أمينًا لتحرير مجلة الكاتب الأردنية. هو عضو رابطة الكتاب الأردنيين، ولجنة تأليف المناهج في وزارة التربية والتعليم الأردنية. نشر انتاجه الشعري ومقالاته في عدد من الدوريات العربية. له دواوين شعرية ومؤلفات في النقد ومهارات الاتصال والحياة ومجموعات أناشيد للأطفال ومثلها مجموعات قصصية. 

## سيرته
ولد راشد علي عيسى أبو مريم في نابلس عام 1951. تخرج من قسم اللغة العربية في الجامعة الأردنية عام 1993 حاصلاً على البكالوريس، وأكمل دراسته العليا فحصل على الماجستير من الجامعة نفسها عام 1996، وعلى الدكتوراه من الجامعة الأردنية عام 2003.

عمل خلال السنوات 1972 - 1988 معلماً في مدارس المملكة العربية السعودية، وخلال السنوات 1988 - 1995 معلماً في مدارس وزارة التربية والتعليم الأردنية، كما عمل عضو مناهج اللغة العربية في وزارة التربية والتعليم (التحرير اللغوي) خلال السنوات 1995 - 2001 ورئيس قسم اللغة العربية في مديرية المناهج بالوزارة نفسها، كما عمل محاضراً غير متفرغ في مركز اللغات في الجامعة الأردنية خلال العامين 1999 - 2000 وفي جامعة الناشر السودانية عام 2001 بالإضافة لعمله خبيراً بمناهج اللغة العربية. ثم انتقل للتدريس في كلية الأميرة عالية/ جامعة البلقاء التطبيقية منذ 2008.

تولّى إدارة التحرير في مجلة براعم عمّان التي كانت تصدر عن أمانة عمّان الكبرى 2007/2008، واختير عضواً في هيئة تحرير مجلة وسام التي تصدر عن وزارة الثقافة (2011).

هو عضو رابطة الكتاب الأردنيين، واتحاد الكتاب العرب، وقدم ابحاثاً في عدد الفعاليات الثقافية العربية، وله مساهمات مختلفة في الإذاعة والتلفزيون في السعودية والأردن، وكتب أوبريتات غنائية في مناسبات وطنية.

## جوائزه
- 1996: نالت أغنية الربيع والسلام من تأليفه المركزَ الأول في مهرجان أغنية الطفل العربي الذي نظمته وزارة الثقافة سنة 1996،
- 2004: نالت أغنية دعني لحزني جائزة مهرجان الأغنية العربية من إذاعة المغرب سنة 2004.

## شعره
تميز راشد عيسى ببراعته في اختيار مفردات شعره، بطريقة مختلفة عن مفردات الشعر المستخدمة.  قال عن نفسه " أكتب القصيدة أولا لأعيش الحياة فيها ولا أفكر بالجمهور على الإطلاق لأن التشكيل الفني في قصيدتي قائم على ما قاله بشر بن المعتمد "بأن الكاتب النابغ هو الذي يستخدم الألفاظ الناعمة في معان خشنة.. ويكتب للخاصة فيفهمه العامة..وأستند إلى الإيحاء والكناية والإيماء ولا أسعى أبدا إلى القارئ المصفق لأن الحماس انفعال عاطفي مؤقت، بل أسعى للقارئ المتأمل الذي يجيد التأويل وتحميل النص المعاني البعيدة." 

## مؤلفاته
من مؤلفاته:
- في عينيك عنواني، شعر مشترك، 1982.
- شهادات حب، شعر، 1982.
- امرأة فوق حدود المعقول، شعر، 1988.
- خصوصية المرأة، فكر، 1990.
- يا وطن، شعر للفتيان، 1991.
- بكائية قمر الشتاء، شعر، 1992.
- معادلات القصة النسائية السعودية، نقد، 1994.
- هيا إلى العربية، هيا إلى الإيمان، هيا إلى الرياضيات، للأطفال، 1996.
- اسراب الحنين، نقد، مشترك مع محمد المشايخ، 1997.
- وعليه أوقع، شعر، 1997.
- سلومين، 1999.
- الديك القومي، للأطفال، 2000.
- حسني فريز روائياً، نقد، 2001.
- ما أقل حبيبتي،شعر، 2002.
- الأعمال الشعرية الكاملة لحسني فريز، تحقيق مشترك، 2002.
- حفيد الجن،شعر، 2005.
- مفتاح الباب المخلوع،رواية، 2010.
- التشكيل الجمالي في أدب الأطفال، 2012.
- استدعاء الطفولة في الأدب، 2013.

كما كتب اللغة العربية المدرسية في الأردن للصفوف: الأول، الثاني، الثالث، الرابع، الأول الثانوي، الثاني الثانوي

## وصلات خارجية
- في قصيدة. كوم